# Lumaquela
Lumaquela é uma rocha sedimentar, carbonatada, formada por conchas ou carapaças de organismos marinhos. O mesmo termo também é utilizado no campo geológico descritivo para indicar uma rocha composta quase que exclusivamente por conchas de fósseis, ainda que impróprias para fins ornamentais.